# David Tijanić
David Tijanić (sinh 16 tháng 7 năm 1997) là một cầu thủ bóng đá Slovenia, thi đấu cho Raków Częstochowa.

## Sự nghiệp câu lạc bộ
Anh ra mắt tại Slovenian PrvaLiga cho Olimpija Ljubljana ngày 5 tháng 3 năm 2017 trong trận đấu với Rudar Velenje.